# Hugo (Oklahoma)
Hugo ist eine Stadt und County Seat des Choctaw County im US-amerikanischen Bundesstaat Oklahoma. Auf einer Fläche von über 14 Quadratkilometern leben 5166 Menschen (Stand: Volkszählung 2020).
Hugo ist Teil der sozioökonomischen Region Ark-La-Tex, die Teile der vier Bundesstaaten Arkansas, Louisiana, Oklahoma und Texas umfasst.

## Geographie
Hugo liegt im Südosten des Bundesstaates Oklahoma im Süden der Vereinigten Staaten, etwa zehn Kilometer von der südlichen Grenze zu Texas sowie 95 Kilometer von der östlichen Grenze zu Arkansas entfernt. Im Nordosten schließt sich der Hugo Lake State Park mit dem über 52 Quadratkilometer großen Hugo Lake an. Südwestlich der Stadt befindet sich das Naturreservat des Pat Mayse Lake.
Nahegelegene Städte sind unter anderem Grant (5 km südlich), Sawyer (7 km östlich), Soper (15 km westlich), Rattan (20 km nordöstlich) und Antlers (22 km nördlich). Nächste größere Stadt ist mit über 1,2 Millionen Einwohnern das über 165 Kilometer südwestlich entfernt gelegene Dallas in Texas.

## Geschichte
Das heutige Stadtgebiet Hugos war einst Teil eines großen Indianer-Territoriums in den Vereinigten Staaten, das im Zuge der Vertreibung der Indianer entstand und mit der Gründung des Bundesstaates Oklahoma zerfiel. Im Gebiet des heutigen County waren die Choctaw-Indianer ansässig, woher es auch seinen Namen erhielt.
Im frühen 20. Jahrhundert siedelten viele Juden nach Hugo, die vor der zunehmend antisemitischen Haltung in Europa flohen. Sie waren zumeist Kaufleute, Geschäftsinhaber oder Hausierer. Einer unter ihnen, Abe Romick, wurde der erste Handelsminister des Bundesstaates und zog später nach Alaska. Bis in die frühen 1950er Jahre hatten fast alle Juden die Stadt wieder verlassen und ließen sich in größeren Städten wie Dallas oder Fort Worth nieder. Heutzutage leben keine jüdischstämmigen Menschen mehr in Hugo, sodass vielen Bewohnern dieser Teil ihrer Stadtgeschichte nicht einmal bewusst ist.
1993 wurde die Stadtbevölkerung mehrfach von Unheil heimgesucht. So ereignete sich auf einem Walmart-Parkplatz ein Schusswechsel und während nur einer Woche im Dezember brachen gleich zwei große Feuer aus und zerstörten eine lokale Schule sowie Teile des Geschäftszentrums. Auch das historische Belmont Hotel konnte nicht gerettet werden.

## Verkehr
Vom Nordwesten in den Osten der Stadt verläuft der U.S. Highway 70, der auf einer Länge von über 3800 Kilometern von Arizona im Westen bis nach North Carolina im Osten führt. Im Südwesten um die Stadt herum führt außerdem der U.S. Highway 271, der von Fort Smith im Norden bis nach Tyler führt. Außerdem mündet im Süden der Stadt der Indian Nation Turnpike, der nördlich in Henryetta beginnt, in den U.S. Highway 70. Etwa 95 Kilometer südlich der Stadt verläuft der Interstate 30.

## Demographie
Die Volkszählung 2000 ergab eine Einwohnerzahl von 5536 Menschen, verteilt auf 2309 Haushalte und 1415 Familien. Die Bevölkerungsdichte lag bei 386 Menschen pro Quadratkilometer. 49,3 % der Bevölkerung waren Weiße, 30,6 % Schwarze, 14,1 % Indianer, 0,3 % Asiaten und unter 0,1 % Pazifische Insulaner. 0,4 % entstammten einer anderen Ethnizität, 5,3 % hatten zwei oder mehr Ethnizitäten, 1,6 % waren Hispanics oder Lateinamerikaner jedweder Ethnizität. Auf 100 Frauen kamen 80 Männer. Das Durchschnittsalter lag bei 38 Jahren, das Pro-Kopf-Einkommen betrug über 11.500 US-Dollar, womit fast 30 % der Bevölkerung unterhalb der Armutsgrenze lebte.
Bis zur Volkszählung 2010 sank die Bevölkerungszahl leicht auf 5310.

## Söhne und Töchter der Stadt
- B. J. Thomas (1942–2021), Pop- und Countrysänger
- William Don „Bill“ Moyers (1934–2025), Journalist, Stabschef und Pressesprecher des Weißen Hauses